# Spuk im Schloß (1927)
Spuk im Schloß ist der deutsche Titel des Stummfilms The Cat and the Canary, den Paul Leni 1927 in den USA für Carl Laemmles Universal Pictures Co. drehte. Das Drehbuch nach der Schwarzen Komödie gleichen Titels von John Willard aus dem Jahr 1922 schrieben Alfred A. Cohn und Robert F. Hill. Produzent war Paul Kohner. Die Zwischentitel verfasste Walther Anthony. Die Kinomusik stellte Hugo Riesenfeld zusammen.
Für die Photographie zeichnete Gilbert Warrenton verantwortlich, der als Kameramann in Amerika etwa die gleiche Hochachtung genoss wie in Europa Karl Freund.
Der Titel bezieht sich auf die Situation, in der sich die junge Erbin mitten unter den gierigen Verwandten befindet: wie ein Kanarienvogel „in a cage surrounded by cats“.

## Handlung
Cyrus West, ein reicher alter Exzentriker, hat in seinem Testament festgelegt, dass sein großes Vermögen erst 20 Jahre nach seinem Tod an die Verwandtschaft verteilt werden darf. Kaum ist der Tag gekommen, treffen die erwartungsvollen Hinterbliebenen auf seinem verfallenden Herrensitz am Hudson River ein, um endlich das Erbe einheimsen zu können: die Neffen Harry Blythe, Charles „Charlie“ Wilder und Paul Jones, dessen Schwester Susan Sillsby und ihre Tochter Cecily. Doch zu ihrer großen Enttäuschung hat West seinen ganzen Reichtum einer eher entfernten Verwandten, der jungen Annabelle West vermacht – es sei denn, ihr könne nachgewiesen werden, dass sie verrückt sei. Für diesen Fall sei ein zweites Testament vorgesehen.
Daraufhin kommt es zu allerlei geheimnisvollen Vorfällen, die geeignet sind, die junge Erbin tatsächlich um den Verstand zu bringen. Einen ersten Schrecken löst die Meldung aus, dass sich „The Cat“, ein entsprungener Irrer, der sich für eine Katze hält und seine Opfer zerreißt, als wären sie Mäuse, auf dem Gelände oder gar schon im Hause befindet. Der Wachmann bringt sie, als man gerade beim Abendessen sitzt. Als Wests Anwalt Roger Crosby Annabelle warnen will, wird er von einer behaarten Hand mit Krallen, die hinter einem Bücherregal hervorkommt, in einen geheimen Gang gezerrt. Annabelle wird, als sie von seinem Verschwinden berichtet, sogleich für verrückt gehalten. Dieselbe Hand erscheint wieder, als Annabelle schläft, und nimmt ihr heimlich den Diamantschmuck vom Hals. Wieder wird ihr Verstand angezweifelt, als sie davon erzählt, doch als Harry und Annabelle das Zimmer untersuchen, entdecken sie in der Wand eine verborgene Nische und darin die Leiche von Roger Crosby.
Nun verständigt die Hauswartsfrau die Polizei. Während Harry nach dem Wachmann sucht, gerät Susan in Panik und läuft weg, um sich von einem Milchmann in seinem Wagen mitnehmen zu lassen. Paul und Annabelle entdecken, dass Crosbys Leiche verschwunden ist, und auch Paul verschwindet in dem geheimen Gang in der Wand. Während er dort herumgeht, wird er von „The Cat“ angegriffen und für tot gehalten liegen gelassen. Er kommt gerade rechtzeitig wieder zu Bewusstsein, um Annabelle zu retten. Die Polizei erscheint und verhaftet den Irren: Es ist Charlie Wilder, der sich verkleidet hatte, der Wachmann war sein Komplize. Wilder ist der Mann, dessen Name in dem zweiten Testament steht. Er hoffte, an das Erbe zu kommen, indem er Annabelle in den Wahnsinn treibt.

## Hintergrund
Der Film entstand in den Universal Studios Hollywood, 1000 Universal Studios Blvd, Universal City, California, USA.
Der Autor des Bühnenstücks, John Willard, wehrte sich zuerst gegen die Verfilmung, weil dadurch ja für jedermann das trickreiche Ende der Geschichte bekannt gemacht würde, wodurch es künftig nicht mehr gewinnbringend eingesetzt werden könnte. Doch Carl Laemmle gelang es, ihn zu überreden.
Der Film erlebte am 9. September 1927 im Colony Theatre in New York City seine Uraufführung und erwies sich als Kassenschlager. Auch in Europa wurde der Film mit Erfolg eingesetzt; in Deutschland lief er unter dem Titel Spuk im Schloß, in Österreich entweder als Gespenster im Schloß oder Von Elf bis Elf, in Frankreich als La Volonté du mort, in Italien als Il castello degli spettri.

## Rezeption
Der Film wirkte stilbildend. Er begründete das in Amerika in den 1920er Jahren von diversen Broadway-Bühnenstücken inspirierte Genre des „comedy-horror“-Films, in dem Unheimliches und Humor gemischt werden. Regisseur Leni hatte in Deutschland bereits 1925 mit Das Wachsfigurenkabinett in diese Richtung vorgearbeitet; mit Spuk im Schloß gab er seinen Einstand in Hollywood.
Lenis Regiestil beeinflusste die Spezies des „old dark house“-Horrorfilms, die zwischen 1930 und 1950 gedeihen sollte.
Der Stoff wurde noch fünf Mal verfilmt; als eine weitere bekannte Verfilmung gilt Erbschaft um Mitternacht von 1939 mit Paulette Goddard und dem Komiker Bob Hope.
Während in den USA die Kritik den Film meist positiv annahm …
“The Cat and the Canary pleased critics as well. Mordaunt Hall in the New York Times called it ‘one of the finest examples of motion picture art … Mr. Leni has not lost a single chance in this new film to show what can be done with a camera.’ Highbrow cineastes were less enthusiastic. As film historian Bernard F. Dick writes in his study of Universal Pictures, ‘Exponents of Caligarisme, Expressionism in the extreme … naturally thought Leni had vulgarized the conventions … yet all he did was lighten them so they could enter American cinema without the baggage of a movement that had spiraled out of control’.” (Margarita Landazuri)
“German horror stylist Paul Leni brings his expressionist flourishes to this compendium of haunted clichés, creating one of the most stylish horror movie spoofs ever, a delightful mix of the gothic and the goofy.” (so das Fachblatt Variety)
… stieß er in Europa, besonders aber in Deutschland, eher auf Vorbehalte:
Nicht zufrieden war der Kritiker Willy Haas. Er schrieb im Film-Kurier vom 25. August 1927: „Interessant, spannend, direkt kriminalpsychologisch fesselnd ist für mich an dieser Sache eigentlich nur eines: wieso das feinste ästhetisch differenzierteste, gepflegteste, bis zum Snobismus raffinierteste Talent des deutschen Films, Paul Leni, ausgerechnet mit solchem Kriminalkitsch in Hollywood debütiert; warum er sich mit einer Versessenheit, einer leidenschaftlichen, gequälten, skrupulösen Hingabe, die man jeder Einstellung, jedem Ausschnitt, jeder der unendlich originell und skurril erdachten Dekorationen, jeder der zauberhaften Licht- und Schattenwirkungen, jedem Photographietrick, jedem Möbelstück, jeder Schauspielermaske ansieht – warum er sich mit dieser unersättlichen, gierigen, maßlosen Arbeitsfuries ausgerechnet in einen solchen Kriminalkitsch hineinkniet?“

## Abbildungen
- Amerikanisches Kinoplakat zu The Cat and the Canary[13]

- Programmheft des Kinos „Königsbau“ in Bad Cannstatt vom 2. bis 5. Dezember 1927 zu Spuk im Schloß[14]

- Standfoto: die haarige Hand[15]

- Standfoto: die „Erbengemeinschaft“[16]

- Standfoto: die Überwältigung des maskierten Täters[17]

## Wiederveröffentlichung
Von der Firma Image Entertainment wurde eine restaurierte Fassung von The Cat and the Canary am 1. Februar 2005 als DVD in den Handel gebracht. Am 9. Oktober 2007 erschien von Kino International eine DVD-Edition mit einer von Neil Brand geschriebenen Musikbegleitung, die vom Philharmonischen Orchester der Stadt Prag ausgeführt wurde.